# غاما التنين
غاما التنين (γ Dra, γ Draconis) هي تسمية باير لنجم في شمال كوكبة التنين. كانت له تسميات قديمة مثل إيتامين (Etamin) وسماه جون فلامستيد 33 التنين (33 Draconis). وبالرغم من تصنيفه كنجم غاما، إلا أنه أكثر نجوم الكوكبة سطوعًا بقدر ظاهري 2.4، متفوقًا على رأس الثعبان بنحو نصف قدر ظاهري. كان لقربه من سمت الرأس تمامًا فوق لندن أكسبه اسم «نجم القمة» (بالإنجليزية: Zenith Star)‏. وهو يرى في الأماكن الأخرى ليلاً بسهولة. فلو أنه تم تحديد النسر الواقع، سيكون غاما التنين النجم الأحمر في الإتجاه الشمال الغربي منه.
يبعد غاما التنين عنا بنحو 154.3 سنة ضوئية. وفي عام 1728، أثناء محاولة فاشلة لقياس تزيحه، اكتشف جيمس برادلي الزيغ الضوئي الناتج عن حركة الأرض. أكد اكتشاف برادلي نظرية نيكولاس كوبرنيكوس حول مركزية الشمس القائلة بدوران الأرض حول الشمس.